# Dschochar-Dudajew-Bataillon
Das Dschochar-Dudajew-Bataillon (ukrainisch Чеченський миротворчий батальйон імені Джохара Дудаєва) ist eines von mehreren Freiwilligenbataillonen, die im Russisch-Ukrainischen Krieg seit 2014 für die Ukraine kämpfen. Das Bataillon besteht hauptsächlich aus Tschetschenen, die gezwungen waren ihre Heimat zu verlassen und in die Länder Westeuropas zu flüchten. Im Bataillon kämpfen auch Ukrainer, Russen, Inguschen, Aserbaidschaner, Tataren und Vertreter anderer Nationen. Das Bataillon wurde nach Dschochar Dudajew benannt, dem ersten Präsidenten der tschetschenischen Republik Itschkerien, und trat im März 2022 der Internationalen Legion der Territorialverteidigung der Ukraine bei.

Das Bataillon verwendet die Flagge der tschetschenischen Republik Itschkerien.

## Geschichte

### Aufstellung
Aufgestellt wurde das Bataillon Anfang März 2014 in Dänemark. Dort lebt eine große Anzahl an Tschetschenen, welche sich gegen Russland positionieren, unter anderem aus dem Grund, da sie nach dem zweiten russisch-tschetschenischen Krieg gezwungen waren zu flüchten.